# Rai 3
Rai 3 je třetí program italské veřejnoprávní televize Rai.

## Charakteristika
Rai 3 je určen především náročnějším divákům a vysílá hlavně publicistiku, diskuzní pořady, sport (střídá se s Rai Sport), přírodopisné dokumenty a filmy pro náročnější diváky. Hollywoodské filmy, seriály, soutěže či reality show vysílá pouze výjimečně. Program klade velký důraz na politické dění v Itálii a ve světě. Kanál vysílá volně ze satelitu Hot Bird.

## Výběr pořadů
- Cartabianca –  kontroverzní a velmi otevřený diskuzní pořad o politice, s politiky a nejen s nimi. Patří k nejsledovanějším diskuzním pořadům. Sledovanost dosahuje až ke 3 miliónům diváků.

- Che tempo che fa –  populární talk show s osobnostmi ze světa showbiz, politiky a kultury. Moderuje Fabio Fazio. V tomto pořadu vystoupili mimo jiné například Steve Jobs, Madonna, Eros Ramazzotti, Sophia Loren, Roman Polanski, Dario Argento, Monica Bellucciová, U2, Kylie Minogue, Bill Clinton, Mickey Rourke, Carla Bruni, Anastacia, Paolo Villaggio, R.E.M., Zucchero, Gina Lollobrigida, Maradona, Michael Schumacher, Danny De Vito, Alena Šeredová, Eva Herzigová, Richard Gere, Max Biaggi, Valentino Rossi, Giancarlo Giannini, Sylvester Stallone, Giuseppe Tornatore, Romano Prodi, Tom Hanks, Gianluigi Buffon, Sharon Stone, Jodie Foster, George Clooney, Gianna Nannini, Pamela Anderson, Woody Allen, Luciano Pavarotti, Andrea Bocelli, Franco Nero, Claudia Cardinale, Ennio Morricone, Jane Fonda a mnoho dalších. Pořad se vysílal vždy v sobotu a neděli od října do května. Nedělní vydání tohoto pořadu bylo více zábavné a hosté byli spíše z řad herců, zpěváků, různých umělců apod. Pořad se aktuálně vysílá pouze v neděli od 20 hodin do 23:30 hodin. První polovina je věnována jednotlivým hostům a ve druhé polovině se vybraní hosté sejdou u stolu a společně rozebírají události či zajímavosti zábavnou i vážnou formou. Show se od roku 2023 vysílá na kanálu Nove skupiny WBD.

- Geo & Geo – dokumentární pořad se vysílá živě každý všední den od 16 do 19hod. Pořad se zajímá o přírodu, gastronomii, vědu, zdraví a cestování. V přímém přenosu mohou diváci hlasovat, který dokument uvidí následující den a zároveň soutěžit o věcné ceny.

- TG3 se vysílá živě vždy v 6 hod, 12 hod, 14 hod, 19 hod a ve 23 hod hodinový speciál událostí dne. O víkendu a svátcích se zprávy vysílají živě jen ve 12, 14 a 19 hodin. Rai 3 klade i velký důraz na regionální zpravodajství TGR které vysílá živě vždy v 7, 14:30, 19:30 a souhrn v 1:00, v sobotu, neděli a o svátcích jen ve 14 a 19:30. Rai 3 vysílá také zprávy ve slovinštině a to TDD Furlanija-Julska Krajina (v překladu TGR Furlansko-Julské Benátsko).